# 沃坎島
沃坎島是印度尼西亞的島嶼，位於阿拉弗拉海，距離新畿內亞約150公里，屬於阿魯群島的一部分，行政上由马鲁古省阿鲁群岛县负责管辖，面積1,604平方公里。
5°48′17″S 134°33′00″E / 5.80472°S 134.55000°E